# Sunday Observance Act 1695
Criminal Law Act 1997
An Act for the better Observation of the Lord's-Day, communément appelé Sunday (7 Will. 3, c. 17; titre abrégé Sunday Observance Act (Ireland) 1695 en Irlande du Nord, Sunday Observance Act 1695 en république d'Irlande) est une loi de 1695 du Parlement d'Irlande, qui prévoit l'interdiction de certaines activités de travail et de loisir le dimanche dans le Royaume d'Irlande afin de promouvoir l'observance du dimanche comme jour consacré à la pratique religieuse. Certaines sections de cette loi restent en vigueur en Irlande du Nord.

## Présentation
L'acte est créé sur le modèle du texte législatif Sunday Observance Act 1677 adopté par le parlement anglais. La loi irlandaise stipulait notamment que les gens devaient aller à l'église et ne pas travailler le dimanche, sauf pour des travaux nécessaires ou d'urgence. L'amende indiquée pour violation de la loi est de 5 shillings. Les pubs, auberges et services de fiacre de Dublin sont exemptés de cette loi le dimanche entre 10h et 16h. La loi a  pour effet d'interdire la pratique du sport le dimanche en Irlande au motif que les rassemblements sportifs entraînent des « réunions tumultueuses et désordonnées » qui interfèrent avec le respect du jour du Seigneur,. Par ailleurs, cette loi interdit l'exécution d'actes tels que l'injonction de payer une dette, de jugements ou de mandats d'arrestation.

## Sport et dimanche
Au XIXe siècle les partisans du « sabbatarisme », c'est-à-dire d'une stricte observance du repos du dimanche pour consacrer cette journée à la religion, invoquent cette loi pour interdire la pratique du sport ce jour-là. Cependant, à partir de 1872, la police royale autorise les événements sportifs du dimanche sous réserve qu'ils n'engendrent aucun désordre.
La loi irlandaise de 1878 sur la révision du droit statutaire abroge les articles 6 et 11 et une partie de l'article 9. Puis la Statute Law Revision (Ireland) Act de 1879 abroge l'article 5 et une partie de l'article 3. Certaines lois du Parlement d'Irlande du Nord et la législation secondaire associée autorisent l'exécution de documents juridiques nonobstant toute disposition de l'article 7 du Sunday Observance Act (Ireland) 1695.
En république d'Irlande, le Sunday Observance Act 1695 est définitivement abrogée en 1997.
Elle reste toutefois en vigueur en Irlande du Nord et est invoquée comme motif pour fermer les parcs et les centres de loisirs le dimanche. Seamus Mallon, du Parti social-démocrate et travailliste demande son abrogation en 1995. Le secrétaire d'État pour l'Irlande du Nord Malcolm Moss, lui répond qu'il examinait la possibilité de modifier certaines des dispositions de la loi.
L'article 7 est confirmé comme valide par le conseiller juridique des droits du médiateur du service de police d'Irlande du Nord et reste toujours en vigueur dans la province, ce qui empêche le PSNI d'émettre des mandats dimanche.